# Johannes Kulset
Johannes Kulset (Oslo, 14 aprile 2004) è un ciclista su strada norvegese, che corre per il team Uno-X Mobility; è professionista dal 2023.

## Carriera
Alla sua prima classica monumento, la Liegi-Bastogne-Liegi 2024, arriva 62º.

## Palmarès

### Altri successi
- 2021 (Ringerike SK Junior)

Classifica giovani Giro della Lunigiana 2021
- 2025 (Uno-X Mobility)

Classifica giovani AlUla Tour

## Piazzamenti

### Classiche monumento
- Liegi-Bastogne-Liegi

2024: 62º